# Гуйчжоуское нагорье
Гуйчжо́уское наго́рье — нагорье на юго-западе Китая, восточная часть Юньнань-Гуйчжоуского нагорья. Занимает провинцию Гуйчжоу, юг провинции Сычуань и север Гуанси-Чжуанского автономного района.
На севере склоны нагорья круто обрываются к Сычуаньской котловине, на юго-востоке оно граничит с горами Наньлин, на западе постепенно переходит в Юньнаньское нагорье. Длина нагорья составляет свыше 600 км, ширина — до 500 км. Средняя высота — около 1000 м; некоторые периферийные хребты поднимаются выше 2000 м.
Гуйчжоуское нагорье сложено преимущественно известняками, а также песчаниками и глинистыми сланцами. Котловины заполнены красно-цветными отложениями. Развитие известняков в сочетании с муссонным субтропическим климатом привело к распространению разнообразных проявлений карста. Поверхность нагорья глубоко и дробно расчленена эрозионной сетью.
В долинах до высоты 1000—1200 м произрастают естественные сосновые леса, а также вечнозелёные субтропические леса из кастанопсиса и бамбука. Выше 1200 м преобладают хорошо сохранившиеся дубово-буковые леса, растущие на жёлто-бурых почвах. В межгорных котловинах занимаются выращиванием риса, кукурузы, батата. На востоке нагорья местами возделываются субтропические культуры (чай, хлопчатник, хурма, лаковое и тунговое дерево).